# 青海沙蜥
青海沙蜥（学名：Phrynocephalus vlangalii）为鬣蜥科沙蜥属的爬行动物。在中国大陆，分布于新疆、甘肃、青海、四川等地，常栖息于青藏高原干旱沙带及镶嵌在草甸草原之间的沙地和丘状高地。其生存的海拔上限为4500米。该物种的模式产地在青海青海湖。为中国特有种。

## 保护
本种于2023年被收录入《有重要生态、科学、社会价值的陆生野生动物名录》。